# Parafia św. Ireneusza w Marsylii
Parafia św. Ireneusza – jedna z trzech etnicznie greckich parafii prawosławnych w Marsylii. 